# For the People
For the People è il primo album del gruppo hip hop statunitense Boot Camp Clik, pubblicato nel 1997. Il gruppo è composto da Buckshot dei Black Moon, Smif-N-Wessun, Heltah Skeltah e OGC. È il più grande risultato commerciale del gruppo: raggiunge la top 15 nella Billboard 200 e la top 5 nella classifica statunitense dedicata alle produzioni hip hop.
| Recensione | Giudizio |
| ---------- | -------- |
| AllMusic   | [ 1 ]    |

## Tracce
| #  | Title                     | Producer(s)                                           | Notes                                                              |
| -- | ------------------------- | ----------------------------------------------------- | ------------------------------------------------------------------ |
| 1  | "1-900-Get Da Boot"       | "The People"                                          | Performed by The Original K.I.M.                                   |
| 2  | "Down By Law"             | Tony Touch                                            | Featuring Tony Touch & Dru-Ha                                      |
| 3  | "Night Riders"            | Boogie Brown, Buckshot (remix produced by 9th Wonder) | Featuring LaVoice (il remix presenta una parte cantata da Aaliyah) |
| 4  | "Headz Are Reddee Pt. II" | Swan, Boogie Brown                                    |                                                                    |
| 5  | "Watch Your Step"         | Shaleek                                               | Featuring Supreme & Lidu Rock                                      |
| 6  | "Illa Noyz"               | Shawn J. Period                                       | Featuring Illa Noyz                                                |
| 7  | "Rag Time"                | Boogie Brown                                          | Featuring Mada Rocka & LS                                          |
| 8  | "Blackout"                | Boogie Brown, Buckshot                                | Featuring BJ Swan, Supreme & Illa Noyz                             |
| 9  | "Ohkeedoke"               | EZ Elpee                                              | Featuring Thunderfoot                                              |
| 10 | "Rugged Terrain"          | Squia                                                 | Featuring Twanie Ranks                                             |
| 11 | "The Dugout"              | Louieville Sluggah, Boogie Brown                      |                                                                    |
| 12 | "Go For Yours"            | Shawn J. Period                                       | Performed by The B.T.J.'s (D. Real, El Sha, Lil' Knock)            |
| 13 | "Likkle Youth Man Dem"    | Boogie Brown, Buckshot                                |                                                                    |
| 14 | "Last Time"               | Boogie Brown, Buckshot                                | Featuring BJ Swan & F.L.O.W.                                       |

## Classifiche
| Classifica (1997)         | Posizione massima |
| ------------------------- | ----------------- |
| Canada                    | 13                |
| Stati Uniti               | 15                |
| US Top R&B/Hip-Hop Albums | 4                 |